# Hail Mary
«Hail Mary» (лат. Ave Maria — «Радуйся, Мария») — третий сингл с альбома «The Don Killuminati: The 7 Day Theory». Композиция записана совместно с участниками группы Outlawz — Kastro и Young Noble. В этом же году на трек был снят клип, в котором не было замечено ни одного из участвующих исполнителей.
На официальном микстейпе «Nu-Mixx Klazzics Vol. 2» есть микс на трек, в рок-стиле, записанный с теми же участниками.
В 2003 году 50 Cent, Eminem и Busta Rhymes записали дисс-трек «Hail Mary 2003», в котором они нелестно отзывались о Ja Rule, Irv Gotti и обо всей команде Murder Inc..

## Треклист
12" (США)
1. «Hail Mary» (radio extended) — 5:11
2. «Hail Mary» (radio edit) — 4:38
3. «Hail Mary» (instrumental) — 5:05

12", CD (Великобритания)
1. «Hail Mary» (album version) — 4:38
2. «Hail Mary» (radio edit) — 4:38
3. «Life of an Outlaw» — 4:55
4. «Hail Mary» (instrumental) — 5:05

## Чарты

### Недельные чарты
| Чарт (1997—1998)                    | Пиковая позиция |
| ----------------------------------- | --------------- |
| Шотландия (OCC Scotland)            | 81              |
| Великобритания (OCC UK Hip Hop/R&B) | 13              |
| Великобритания (OCC UK Singles)     | 43              |
| США (Billboard R&B/Hip-Hop Airplay) | 12              |